# Ton de Leeuw (bedrijfskundige)
Antonius Cornelis Joannes (Ton) de Leeuw (1941) is een Nederlands elektrotechnicus, bedrijfskundige en sinds 2006 emeritus hoogleraar bedrijfskunde aan de Rijksuniversiteit Groningen.

## Biografie
De Leeuw studeerde elektrotechniek aan de Technische Hogeschool Eindhoven van 1962 tot 1968. Hierna ging hij aan het werk bij professor Hulshof aan de bedrijfskunde faculteit in Eindhoven. In 1974 promoveerde hij hier onder H. Feitsma en A.F.G. Hanken op het proefschrift Systeemleer en organisatiekunde.
In 1979 wordt hij hoogleraar in de bedrijfskunde aan de Rijksuniversiteit Groningen naast Maarten van Gils. Samen waren zij de grondlegger en vormgever van de studie der bedrijfskunde in Groningen. Van 1983 tot 1990 was De Leeuw tevens decaan van de faculteit. In 2006 ging Ton de Leeuw met emeritaat. In dat jaar ontving hij een Koninklijke onderscheiding voor zijn inzet als bedrijfskundige.
Tot zijn promovendi behoren Dirk Pieter van Donk, Nic J.T.A. Kramer, Rubya Maduro, Bartjan Pennink, Henk W. Volberda, en Jan-Peter Vos.

## Werk
Op bedrijfskundig vlak deed Ton de Leeuw onderzoek naar mogelijkheden om fundamentele en praktische hulpmiddelen te ontwikkelen vanuit de systeemtheorie en besturingstheorie. Zijn interesse is later verschoven naar de organisatiekunde, de bedrijfskundige methodologie en de besturing van veranderingsprocessen en strategievorming in professionele organisaties.
De Leeuw heeft velen vertrouwd gemaakt met de managementtheorie. Zijn publiek bestond niet alleen uit studenten, maar vooral uit directeuren en managers uit de bedrijfspraktijk. Velen maken in hun dagelijkse werk nog altijd gebruik van de besturingstheorie en diagnose- en ontwerpmethodologie van De Leeuw.

## Publicaties
Ton de Leeuw heeft vele publicaties op zijn naam staan, waaronder:
- 1974. Systeemleer en organisatiekunde: een onderzoek naar mogelijke bijdragen van de systeemleer tot een integrale organisatiekunde. Leiden: Stenfert Kroese.
- 1982  Organisaties: management, analyse, ontwerp en verandering. Assen: van Gorcum
- 1989. Bedrijfskundige methodologie: management van onderzoek. Assen: Van Gorcum.
- 1990. Een boekje over bedrijfskundige methodologie : management van onderzoek. Assen : Van Gorcum.
- 1994. Kijken denken doen, Organisatieverandering: Manoeuvreren met weerbarstigheid. Met Miel Otto. Assen: Van Gorcum.
- 1994. Besturen van veranderingsprocessen: fundamenteel en praktijkgericht management van organisatieveranderingen. Assen: Van Gorcum.
- 2000. Bedrijfskundig management: primair proces, strategie en organisatie. Assen: Van Gorcum.
- 2006. Kennis voor besturing. Afscheidsrede als Hoogleraar in de bedrijfskunde in het bijzonder de systeemleer In verkorte vorm uitgesproken op 19 september 2006.